# Ter
El Ter es un río del nordeste de la península ibérica que discurre por las provincias españolas de Gerona y Barcelona. Nace en Ulldeter a 2480 metros de altitud al pie de un circo glaciar en la comarca pirenaica del Ripollés, muy cerca de la población de Setcasas y, después de una longitud de poco más de 200 kilómetros, desemboca en el mar Mediterráneo aguas abajo de Torroella de Montgrí.

## Descripción
El Ter, de una longitud de 208 kilómetros, es el más largo y caudaloso (25 m³/s) de las cuencas internas catalanas. Nace en Ulldeter, en los Pirineos Orientales, y atraviesa las comarcas del Ripollés, Osona, Selva, y el Gironés, pasa por la ciudad de Gerona, y el Bajo Ampurdán y, desemboca en el Mediterráneo en la Gola del Ter, entre las poblaciones de Estartit y Pals. Entre Osona y la Selva se encuentra el sistema de embalses Sau-Susqueda-Pasteral, destinados a regular el caudal, a la producción eléctrica, y al aporte de 8 m³/s hacia el área metropolitana de Barcelona para consumo.
En las orillas del Ter, junto al Llobregat, se instalaron muchas colonias industriales textiles que impulsaron la industrialización catalana, como es ejemplo el Canal Industrial del Ter de Manlleu. En su cauce hay instaladas cerca de 200 presas, hoy en día muchas destinadas a la producción de electricidad, ya que la producción textil se trasladó a finales del siglo XX a países asiáticos y Europa Oriental, aunque muchas industrias se reciclaron y utilizan la energía hidráulica. En cambio, la agricultura de regadío no es muy abundante, y está presente principalmente en las comarcas de Gerona y el Bajo Ampurdán, con la presa de Colomés, que irriga una producción de frutales.

## Embalses
Capacidad 407 hm³:
- Pantano de Susqueda (Altura 135 m, en arco, superficie 466 ha, capacidad 233 hm³)
- Pantano del Pasteral (Altura 33 m, gravedad, superficie 35 ha, capacidad 2 hm³)
- Pantano de Colomers (Altura 15 m, gravedad, superficie 70 ha, capacidad 1 hm³)
- Pantano de Seva (río Gurri) (Altura 15 m, gravedad, superficie 2 ha, capacidad <1 hm³)
- Pantano de Sau en Vilanova de Sau (capacidad 155 hm³)

## Afluentes
- Río Ritort
- Ribera de Faitús
- Río Freser
  - Río Rigard
  - Río de Nuria
  - Río Segadell
- Riera de Vallfogona
- Río Ges
  - Río Fornés
- Río Sorreig
- Río Gurri
- Riera de les Gorgues
- Riera Major
  - Riera de l'Om
- Río Brugent
- Riera d'Osor
  - Sot de la Noguerola
- Riera de Llémena
- Río Güell
- Río Oñar
- Río Terri
- Río Daró (canalizado)
- Riera d'Abella

## Poblaciones atravesadas
Discurre por las poblaciones de: Setcasas, Vilallonga de Ter, Llanás, Camprodón, San Pablo de Seguríes, San Juan de las Abadesas, Ripoll, Montesquiu, San Quirico de Besora, Torelló, Las Masías de Voltregá, Manlleu, Roda de Ter, San Román de Sau (abandonado), La Cellera de Ter, Anglés, Bescanó, Salt, Gerona, Sarriá de Ter, San Julián de Ramis, Mediñá, Cerviá de Ter, Colomés, Torroella de Montgrí y Estartit.

## Historia
En el año 785 fue usado por el emperador Carlomagno, tras la entrega sin lucha de Gerona y ser fundado el Condado de Gerona, para establecer una línea fronteriza a su largo, con fortalezas como la de Roda de Ter.